# Just a Dream (película)
Just a Dream (en España: Sólo un sueño) es una película estadounidense de 2002 dirigida por Danny Glover. Protagonizada por Jeremy Sumpter, Carl Lumbly, Robby Benson, Ally Sheedy, Ed Harris y Amy Madigan. La película se estrenó el 16 de marzo de 2002 . 

## Sipnosis
El equipo de filmación llega a un pequeño pueblo del desierto de Nevada. Termina cambiando la vida de un niño de 12 años (Jeremy Sumpter) y un amigo suyo, un cinéfilo (Carl Lumbly).

## Reparto
- Jeremy Sumpter - Henry Sturbuck
- Carl Lumbly - J.M. Hoagland
- Robby Benson - Dr. Sturbuck
- Amy Madigan - Cindy Wilder
- Ally Sheedy - Maureen Sturbuck
- Ed Harris - Henry Sturbuck adulto (voz)